# ТЭЦ Андрыхув
ТЭЦ Андрыхув – теплоэлектроцентраль на юге Польши в городе Андрыхув.
С начала 20 века в Андрыхуве работала фабрика тканей, известная ныне как Andrychowskie Zakłady Przemysłu Bawełnianego „Andropol”. Для обслуживания её потребностей после Второй мировой войны возвели новую котельную, которая в итоге получила четыре угольных котла OSR-32 тепловой мощностью по 25 МВт, поставленные компанией FAKOP из Сосновца. Один из них был изготовлен в 1949 году (по состоянию на начало 2010-х он уже не работал), ещё два начали работу в 1952-м, а четвёртый запустили в 1974 году. Помимо обеспечения потребностей предприятия, объект поставлял тепловую энергию городу Андрыхув.
С 1955 года котельная превратилась в теплоэлектроцентраль, хотя установленное в ней генераторное оборудование имело очень малую мощность по сравнению с котельным – здесь работал агрегат №1 с турбиной производства немецкой компании AEG 1940 года выпуска, который имел показатель в 2,75 МВт, и агрегат №2 с турбиной эльблонгской компании Zamech мощностью 2 МВт, изготовленной в 1952 году. По состоянию на начало 2010-х немецкий агрегат уже не использовали и превратили в музейный экспонат.
В 2010 году завод „Andropol” продал свою ТЭЦ компании BD-2. При этом если в отопительный сезон 2010/2011 спрос на её тепловую мощность составлял 24,8 МВт, то уже следующего года он сократился до 13,7 МВт из-за окончательного закрытия фабрики отделочных тканей.